# Ischnomantis fatiloqua
Ischnomantis fatiloqua es una especie de mantis de la familia Mantidae.

## Distribución geográfica
Se encuentra en Angola, Namibia, Congo, Zimbabue y  La Provincia del Cabo, Natal y Transvaal en (Sudáfrica).